# Tammelantori
Tammelantori (finnois : Tammelantori) est une place dans le quartier de Tammela de Tampere en Finlande.

## Description
À la fin du XIXe siècle, l'emplacement est un champ loué par la municipalité. 
En 1887, le plan d'urbanisme de Tammela change et l'on y décrit déjà la place qui est inaugurée le 7 juillet 1900.

## Lieux et monuments

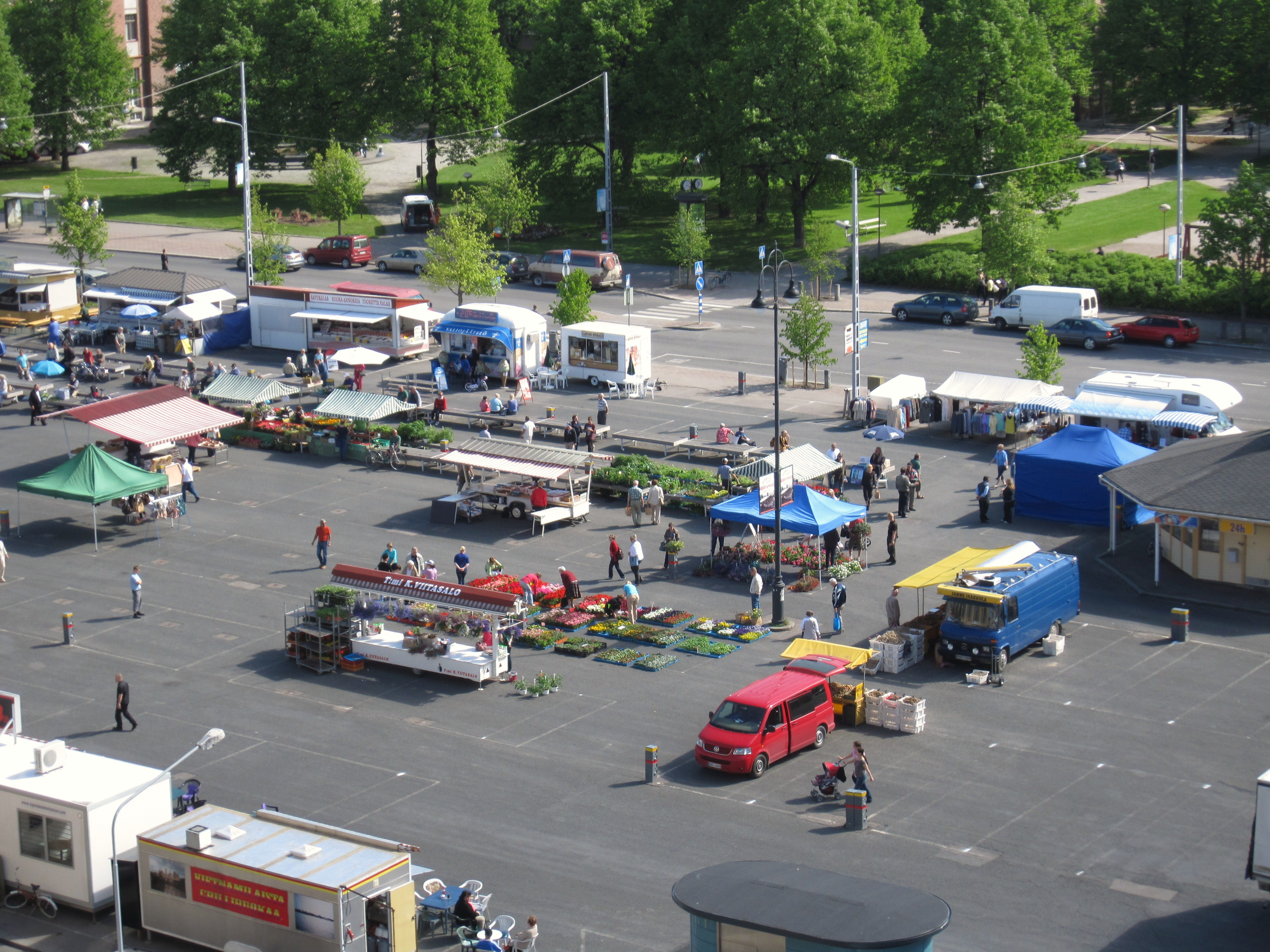
Tammelantori.
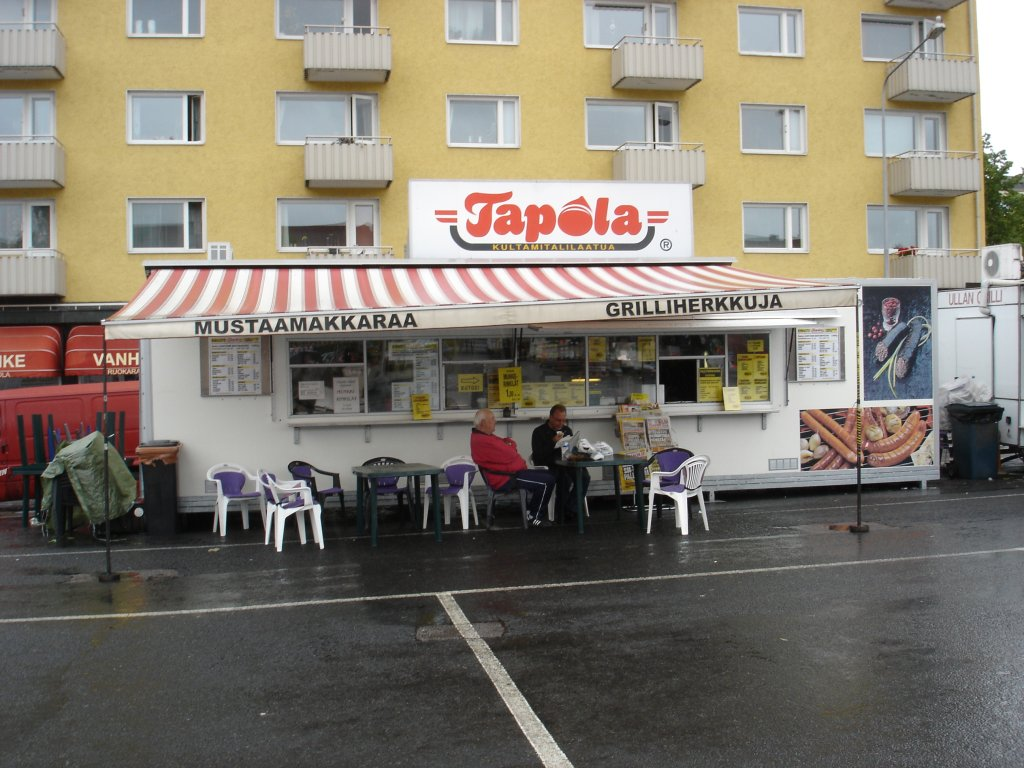
Vente de Mustamakkara au marché de  Tammelantori.
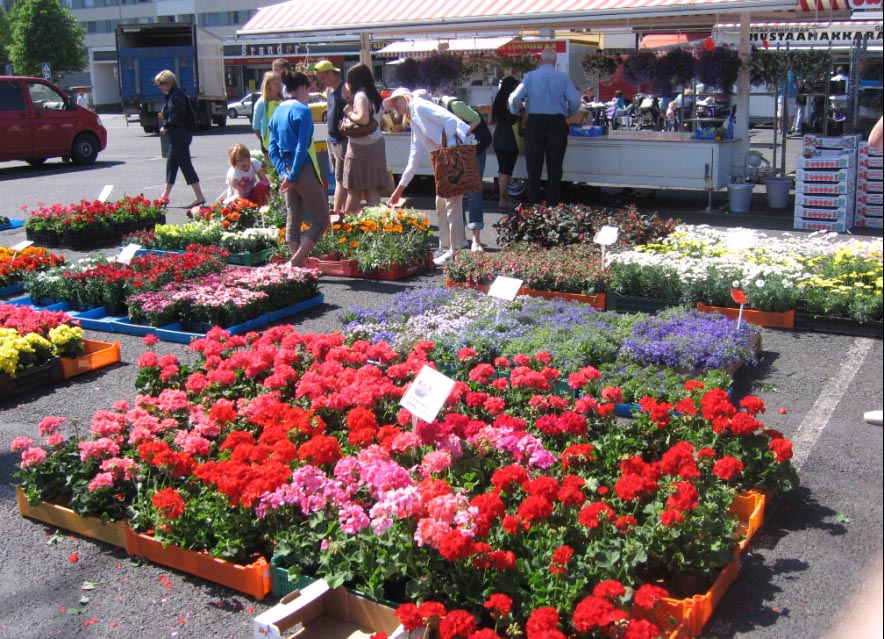
Marché de  Tammelantori.
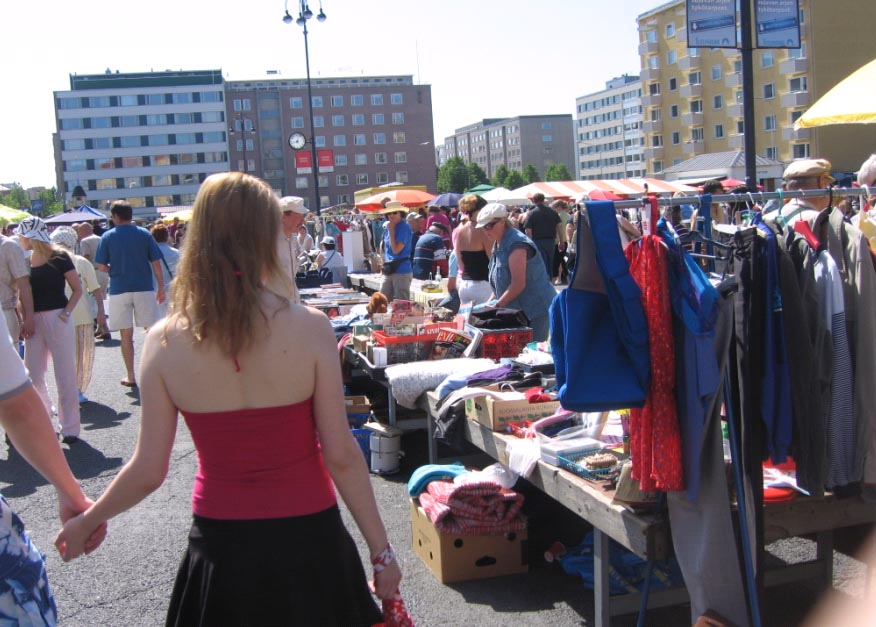
Puces sur la place Tammelantori en 2009.